# دافيد ميغيليث
ديفيد ميغيليث ميغيل (بالإسبانية: David Miguélez)‏ (ولد في 5 مايو 1981 في خيخون، أستورياس) هو لاعب كرة قدم إسباني، يلعب لنادي راسينغ سانتاندر كمهاجم.

## وصلات خارجية
- دافيد ميغيليث على موقع قاعدة بيانات كرة القدم.إي يو (الإنجليزية)
- دافيد ميغيليث على موقع Soccerway.com (الإنجليزية)
- دافيد ميغيليث على موقع AS.com (الإسبانية)

- Alcorcón official profile (بالإسبانية)
- BDFutbol profile
- Futbolme profile (بالإسبانية)
- Transfermarkt profile